# 京运动车组列车
京运动车组列车中国铁路运行于直辖市北京市清河站至山西省运城市运城北站的动车组列车，客运里程980公里，途经北京市、河北省、山西省二省一市。现合计开行1.5对列车，客运乘务均由太原局集团太原客运段担任。

## 历史
2014年7月1日，因大西客运专线太原至西安段建成通车，北京至运城间首次开行经由京广高速铁路、石太客运专线、大西客运专线的动车组列车，车次为D2001/2006次。
2018年4月10日，北京西~运城北D2001/2006次列车等级调整为高速动车组列车，车次调整为G627/628次。
2022年6月20日，为配合京广高速铁路北段运行图重排和北京丰台站重新启用，北京西~运城北D2003/2004次列车停运。至此，北京至运城间经由京广高速铁路和石太客运专线的所有普通动车组列车全部停运。
2025年1月5日，全国铁路调图，因集大原高速铁路大同至原平段建成通车，北京至运城间首次开行经由京张城际铁路、张大客运专线、大西客运专线的动车组列车，车次为D1036/1037次、D1039次。

## 列车编组
所有列车均使用配属太原局集团太原动车运用所的CRH5A。
| 车厢号 | 1           | 2-5         | 6                  | 7           | 8           |
| 车型   | ZY 一等座车 | ZE 二等座车 | ZEC 二等座车／餐车 | ZE 二等座车 | ZY 一等座车 |

## 车体交路
数据日期：2025年1月5日（交路仅供参考，以实际开行情况为准）
交路1：
出库→太原南开D5339至侯马西→侯马西开D1038至清河→清河开D1037至运城北→运城北过夜→运城北开DJ7515至永济北→永济北开DJ7516至运城北→运城北开D1036至清河→清河开D1035至侯马西→侯马西开D5340至太原南→回库
交路2：
出库→太原南开D5335至临汾西→临汾西开D1040至清河→清河开D1039至运城北→运城北过夜→运城北开DJ8536至太原南→第二天开行太西动车组列车→回库